# فلوريس (كانتون)
فلوريس (بالإسبانية: Flores)‏ هي الكانتون الثامن في محافظة إيريذيا في كوستاريكا. و يأتي اسمها من جمع كلمة فلور و التي تعني وردة، فهي تشتهر بالورود، و تبلغ مساحتها 6.96 كم مربع،
و يقدر عدد سكانها بحوالي 16,036 نسمة وفقًا لإحصائيات عام 2003.
المدينة الرئيسة للكانتون هي سان خواكين.
و يقع الكانتون بين مدينتي الأخويلا و إيريذيا، و يشكل نهر سيغوندو الحدود الشمالية الغربية، بينما يشكل نهر بوريو الحدود الجنوبية الغربية للكانتون.
تم تأسيس الكانتون بقانون تشريعي قي 12 آب 1915.

## المقاطعات
يتألف الكانتون من ثلاثة مقاطعات و هي :
1. سان خواكين
2. بارّانتيس
3. جورينتيه